# Dehradun Cantonment
Dehradun Cantonment es una ciudad y acantonamiento situada en el distrito de Dehradun,  en el estado de Uttarakhand (India). Su población es de 52716 habitantes (2011). 

## Demografía
Según el censo de 2011 la población de Dehradun Cantonment  era de 52716 habitantes, de los cuales 29608 eran hombres y 23108 eran mujeres. Dehradun Cantonment tiene una tasa media de alfabetización del 91,97%, superior a la media estatal del 78,82%: la alfabetización masculina es del 94,51%, y la alfabetización femenina del 88,70%.